# Kościół św. Michała Archanioła w Brudni
Kościół świętego Michała Archanioła w Brudni – rzymskokatolicki kościół parafialny należący do parafii pod tym samym wezwaniem (dekanat gniewkowski archidiecezji gnieźnieńskiej).
Obecna murowana świątynia została wzniesiona w 1925 roku. Nie została zbudowana w określonym stylu architektonicznym. Budowla jest orientowana, jednonawowa, z prezbiterium od wschodniej strony zwieńczonym apsydą. Od strony zachodniej umieszczona jest wieża, natomiast na dachu znajduje się ciekawa sygnaturka zakończona baniastym hełmem i krzyżem. W ołtarzu głównym jest zawieszony obraz przedstawiający patrona świątyni świętego Michała Archanioła, z kolei w ołtarzach bocznych są umieszczone obrazy św. Józefa Rzemieślnika oraz Matki Bożej Nieustającej Pomocy.